# Розеве

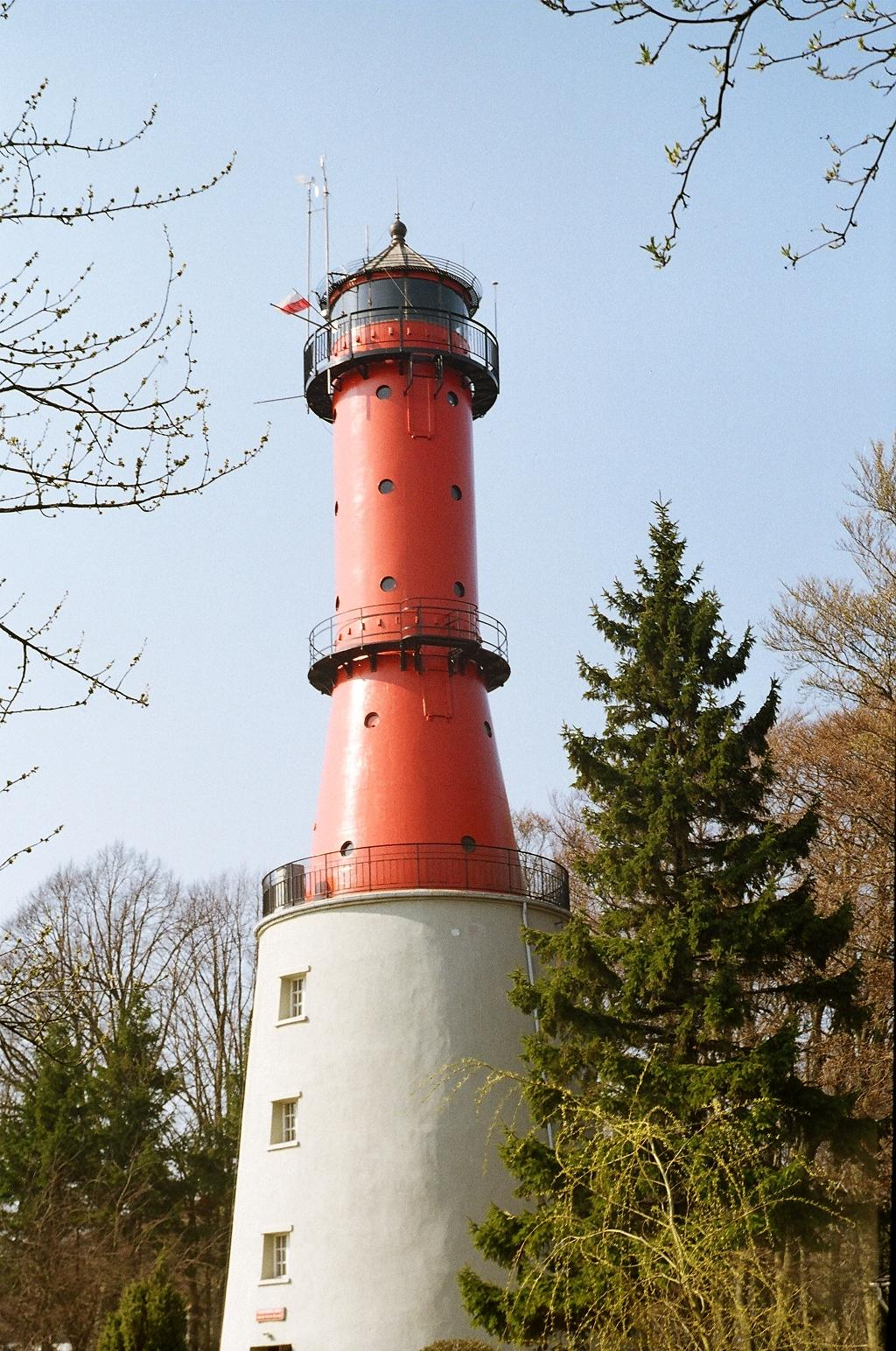
Маяк на мисі Розеве

Розе́ве (пол. Rozewie; нім. Rixhöft) — мис на півночі Польщі, є її крайньою північною точкою над Балтійським морем. На мисі знаходиться морський маяк. Польські мореплавці називають його «злостиво убогим Хорном».
З 1959 року мис Розеве є природним резерватом площею 12,2 га, частина Приморського ландшафтного парку. Охороні підлягають рештки поморського букового лісу на високому березі. Тут зустрічаються окремі двохсотлітні дерева діаметром стовбура 3 м. Мис був підсилений бетонними плитами, які повинні берегти його від абразії.
Назва мису пішла, ймовірно, від давньогерманського слова Rese(n)haust (сучасне Riesenhaupt), яке означає «голова велетня». В німецькій мові назва мису ставилась як Rixhöft, і тільки з 1920 року, коли територія відійшла до Польщі, назва була змінена на сучасну. Тоді ж був збудований і маяк.
На мисі знаходиться одна з 11 берегових станцій на польському узбережжі системи AIS-PL проекту HELCOM, який уможливлює автоматичне відеоспостереження за рухом кораблів в прибережній зоні. Антена станції має висоту 85 м.
| Польща | Це незавершена стаття з географії Польщі. Ви можете допомогти проєкту, виправивши або дописавши її. |